# Червенокоремен папагал
Червенокоремен папагал (Poicephalus rufiventris) е вид птица от семейство Папагалови (Psittacidae).

## Разпространение и местообитание
Разпространен е в Етиопия, Кения, Сомалия и Танзания.